# Love for Sale (album của Tony Bennett và Lady Gaga)
Love for Sale là album hợp tác thứ hai của ca sĩ người Mỹ Tony Bennett và Lady Gaga, phát hành ngày 30 tháng 9 năm 2021 bởi Streamline Records, Columbia Records và Interscope Records. Đây là album phòng thu thứ 61 trong sự nghiệp của Bennett và thứ bảy đối với Gaga. Hai ca sĩ lần đầu hợp tác trong bản hát lại "The Lady Is a Tramp" nằm trong album song ca của Benett Duets II (2011), trước khi cùng nhau thực hiện đĩa nhạc chung đầu tiên Cheek to Cheek (2014) và gặt hái nhiều thành công về mặt thương môn lẫn thương mại. Được ra mắt sau hơn bảy năm kể từ màn kết hợp trước, Love for Sale do con trai của nam ca sĩ Dae Bennett sản xuất toàn bộ, và là tập hợp những tác phẩm jazz kinh điển được sáng tác bởi nhà soạn nhạc người Mỹ Cole Porter trên Sân khấu Broadway thập niên 1930 và 1940, được hai ca sĩ thực hiện như một sự tri ân đến Porter. Đĩa nhạc cũng đánh dấu album cuối cùng của Bennett sau khi ông được chẩn đoán mắc bệnh Alzheimer vào năm 2021 và qua đời hai năm sau đó.
Sau khi phát hành, Love for Sale đa phần nhận được những phản ứng tích cực từ các nhà phê bình âm nhạc, trong đó họ đánh giá cao khâu sản xuất hiệu quả và nhấn mạnh vào sự phối hợp ăn ý trong giọng hát của Bennett và Gaga. Ngoài ra, đĩa nhạc còn chiến thắng hai giải Grammy cho Album giọng pop truyền thống xuất sắc nhất và Album xây dựng xuất sắc nhất, Phi cổ điển tại lễ trao giải thường niên lần thứ 64, bên cạnh đề cử ở hạng mục Album của năm. Love for Sale cũng gặt hái những thành công đáng kể về mặt thương mại khi đứng đầu bảng xếp hạng nhạc Jazz tại Úc, Pháp, Thụy Điển và Vương quốc Anh, cũng như vươn đến top 10 ở nhiều thị trường nổi bật như Áo, Đức, Ý, Ba Lan, Bồ Đào Nha, Scotland và Thụy Sĩ. Đĩa nhạc ra mắt ở vị trí thứ tám trên bảng xếp hạng Billboard 200 tại Hoa Kỳ với 41,000 đơn vị album tương đương, trở thành album thứ sáu của Bennett và thứ mười của Gaga vươn đến top 10 tại đây, cũng như giúp nam ca sĩ lập kỷ lục về khoảng cách lâu nhất kể từ album top 10 đầu tiên với 59 năm. 
"I Get a Kick Out of You" và bài hát chủ đề được phát hành làm đĩa đơn trích từ Love for Sale, trong đó đĩa đơn đầu tiên nhận được ba đề cử giải Grammy cho Thu âm của năm, Trình diễn song tấu hoặc nhóm nhạc pop xuất sắc nhất và Video ca nhạc xuất sắc nhất, đồng thời giúp Bennett làm lên lịch sử khi là nghệ sĩ lớn tuổi nhất từng được đề cử ở những hạng mục chính. Để quảng bá cho đĩa nhạc, hai ca sĩ trình diễn trên MTV Unplugged và thực hiện hai đêm nhạc One Last Time: An Evening with Tony Bennett and Lady Gaga tại Radio City Music Hall, trước khi Bennett tuyên bố kết thúc sự nghiệp biểu diễn trực tiếp. Sau đó, chương trình truyền hình đặc biệt ghi lại những đêm nhạc trên CBS còn nhận được bốn đề cử tại giải Primetime Emmy lần thứ 74. Ngoài ra, Gaga cũng trình diễn một số bản nhạc từ Love for Sale trong loạt chương trình lưu trú Jazz & Piano của cô và tại giải Grammy lần thứ 64. Bennett đã thiết lập Kỷ lục Guinness Thế giới cho Người lớn tuổi nhất ra mắt một đĩa nhạc mới, ở độ tuổi 95 năm và 60 ngày.

## Danh sách bài hát
Tất cả các bài hát từ Love for Sale đều được sáng tác bởi Cole Porter và sản xuất bởi Dae Bennett.
| Love for Sale – Phiên bản tiêu chuẩn | Love for Sale – Phiên bản tiêu chuẩn         | Love for Sale – Phiên bản tiêu chuẩn |
| STT                                  | Nhan đề                                      | Thời lượng                           |
| ------------------------------------ | -------------------------------------------- | ------------------------------------ |
| 1.                                   | "It's De-Lovely"                             | 2:53                                 |
| 2.                                   | "Night and Day"                              | 3:42                                 |
| 3.                                   | "Love for Sale"                              | 3:40                                 |
| 4.                                   | "Do I Love You" (Gaga hát đơn)               | 4:48                                 |
| 5.                                   | "I Concentrate on You"                       | 3:56                                 |
| 6.                                   | "I Get a Kick Out of You"                    | 3:33                                 |
| 7.                                   | "So in Love" (Bennett hát đơn)               | 4:31                                 |
| 8.                                   | "Let's Do It" (Gaga hát đơn)                 | 3:36                                 |
| 9.                                   | "Just One of Those Things" (Bennett hát đơn) | 2:59                                 |
| 10.                                  | "Dream Dancing"                              | 4:16                                 |
| Tổng thời lượng:                     | Tổng thời lượng:                             | 36:00                                |

| Love for Sale – Phiên bản tại Target, nhạc số và cao cấp quốc tế | Love for Sale – Phiên bản tại Target, nhạc số và cao cấp quốc tế | Love for Sale – Phiên bản tại Target, nhạc số và cao cấp quốc tế |
| STT                                                              | Nhan đề                                                          | Thời lượng                                                       |
| ---------------------------------------------------------------- | ---------------------------------------------------------------- | ---------------------------------------------------------------- |
| 1.                                                               | "It's De-Lovely"                                                 | 2:53                                                             |
| 2.                                                               | "Night and Day"                                                  | 3:42                                                             |
| 3.                                                               | "Love for Sale"                                                  | 3:40                                                             |
| 4.                                                               | "Do I Love You" (Gaga hát đơn)                                   | 4:48                                                             |
| 5.                                                               | "I've Got You Under My Skin"                                     | 3:05                                                             |
| 6.                                                               | "I Concentrate on You"                                           | 3:56                                                             |
| 7.                                                               | "I Get a Kick Out of You"                                        | 3:33                                                             |
| 8.                                                               | "So in Love" (Bennett hát đơn)                                   | 4:31                                                             |
| 9.                                                               | "Let's Do It" (Gaga hát đơn)                                     | 3:36                                                             |
| 10.                                                              | "Dream Dancing"                                                  | 4:16                                                             |
| 11.                                                              | "Just One of Those Things" (Bennett hát đơn)                     | 2:59                                                             |
| 12.                                                              | "You're the Top"                                                 | 2:49                                                             |
| Tổng thời lượng:                                                 | Tổng thời lượng:                                                 | 41:08                                                            |

| Love for Sale – Phiên bản cao cấp tại Nhật Bản (bản nhạc bổ sung) | Love for Sale – Phiên bản cao cấp tại Nhật Bản (bản nhạc bổ sung) | Love for Sale – Phiên bản cao cấp tại Nhật Bản (bản nhạc bổ sung) |
| STT                                                               | Nhan đề                                                           | Thời lượng                                                        |
| ----------------------------------------------------------------- | ----------------------------------------------------------------- | ----------------------------------------------------------------- |
| 13.                                                               | "Anything Goes" (Trực tiếp từ DC 2015)                            | 2:19                                                              |
| Tổng thời lượng:                                                  | Tổng thời lượng:                                                  | 43:27                                                             |

| Love for Sale – Phiên bản cao cấp quốc tế (CD kèm theo - Cheek to Cheek Live!) | Love for Sale – Phiên bản cao cấp quốc tế (CD kèm theo - Cheek to Cheek Live!) | Love for Sale – Phiên bản cao cấp quốc tế (CD kèm theo - Cheek to Cheek Live!) | Love for Sale – Phiên bản cao cấp quốc tế (CD kèm theo - Cheek to Cheek Live!) |
| STT                                                                            | Nhan đề                                                                        | Sáng tác                                                                       | Thời lượng                                                                     |
| ------------------------------------------------------------------------------ | ------------------------------------------------------------------------------ | ------------------------------------------------------------------------------ | ------------------------------------------------------------------------------ |
| 1.                                                                             | "Anything Goes"                                                                | Porter                                                                         | 2:26                                                                           |
| 2.                                                                             | "Cheek to Cheek"                                                               | Irving Berlin                                                                  | 3:27                                                                           |
| 3.                                                                             | "They All Laughed"                                                             | George Gershwin Ira Gershwin                                                   | 2:00                                                                           |
| 4.                                                                             | "The Lady's in Love with You" (Bennett hát đơn)                                | Burton Lane                                                                    | 1:52                                                                           |
| 5.                                                                             | "Nature Boy"                                                                   | eden ahbez                                                                     | 4:17                                                                           |
| 6.                                                                             | "Goody Goody"                                                                  | Matty Malneck Johnny Mercer                                                    | 2:23                                                                           |
| 7.                                                                             | "How Do You Keep the Music Playing?" (Bennett hát đơn)                         | Michel Legrand                                                                 | 4:51                                                                           |
| 8.                                                                             | "Bang Bang (My Baby Shot Me Down)" (Gaga hát đơn)                              | Sonny Bono                                                                     | 4:43                                                                           |
| 9.                                                                             | "Bewitched, Bothered and Bewildered" (Gaga hát đơn)                            | Richard Rodgers Lorenz Hart                                                    | 3:56                                                                           |
| 10.                                                                            | "Firefly"                                                                      | Cy Coleman Carolyn Leigh                                                       | 2:05                                                                           |
| 11.                                                                            | "I Won't Dance"                                                                | Jerome Kern Oscar Hammerstein II Otto Harbach                                  | 4:21                                                                           |
| 12.                                                                            | "Don't Wait Too Long" (Bennett hát đơn)                                        | Sunny Skylar                                                                   | 3:14                                                                           |
| 13.                                                                            | "I Can't Give You Anything but Love"                                           | Jimmy McHugh Dorothy Fields                                                    | 3:41                                                                           |
| 14.                                                                            | "Lush Life" (Gaga hát đơn)                                                     | Billy Strayhorn                                                                | 5:06                                                                           |
| 15.                                                                            | "Sophisticated Lady" (Bennett hát đơn)                                         | Duke Ellington Irving Mills Mitchell Parish                                    | 2:56                                                                           |
| 16.                                                                            | "Let's Face the Music and Dance"                                               | Berlin                                                                         | 2:07                                                                           |
| 17.                                                                            | "Ev'ry Time We Say Goodbye" (Gaga hát đơn)                                     | Porter                                                                         | 3:57                                                                           |
| 18.                                                                            | "But Beautiful"                                                                | Jimmy Van Heusen Johnny Burke                                                  | 4:23                                                                           |
| 19.                                                                            | "It Don't Mean a Thing"                                                        | Ellington Mills                                                                | 2:43                                                                           |
| Tổng thời lượng:                                                               | Tổng thời lượng:                                                               | Tổng thời lượng:                                                               | 64:21                                                                          |

| Love for Sale – Phiên bản boxset LP kép (LP kèm theo - Cheek to Cheek) | Love for Sale – Phiên bản boxset LP kép (LP kèm theo - Cheek to Cheek) | Love for Sale – Phiên bản boxset LP kép (LP kèm theo - Cheek to Cheek) | Love for Sale – Phiên bản boxset LP kép (LP kèm theo - Cheek to Cheek) |
| STT                                                                    | Nhan đề                                                                | Sáng tác                                                               | Thời lượng                                                             |
| ---------------------------------------------------------------------- | ---------------------------------------------------------------------- | ---------------------------------------------------------------------- | ---------------------------------------------------------------------- |
| 1.                                                                     | "Anything Goes"                                                        | Cole Porter                                                            | 2:04                                                                   |
| 2.                                                                     | "Cheek to Cheek"                                                       | Irving Berlin                                                          | 2:51                                                                   |
| 3.                                                                     | "Nature Boy"                                                           | eden ahbez                                                             | 4:08                                                                   |
| 4.                                                                     | "I Can't Give You Anything but Love"                                   | Dorothy Fields Jimmy McHugh                                            | 3:13                                                                   |
| 5.                                                                     | "I Won't Dance"                                                        | Fields McHugh Oscar Hammerstein II Otto Harbach Jerome Kern            | 3:57                                                                   |
| 6.                                                                     | "Firefly"                                                              | Cy Coleman Carolyn Leigh                                               | 1:58                                                                   |
| 7.                                                                     | "Lush Life" (Gaga hát đơn)                                             | Billy Strayhorn                                                        | 4:15                                                                   |
| 8.                                                                     | "Sophisticated Lady" (Bennett hát đơn)                                 | Duke Ellington Irving Mills Mitchell Parish                            | 3:49                                                                   |
| 9.                                                                     | "Let's Face the Music and Dance"                                       | Berlin                                                                 | 2:07                                                                   |
| 10.                                                                    | "But Beautiful"                                                        | Johnny Burke Jimmy Van Heusen                                          | 4:04                                                                   |
| 11.                                                                    | "It Don't Mean a Thing (If It Ain't Got That Swing)"                   | Ellington Mills                                                        | 2:24                                                                   |
| Tổng thời lượng:                                                       | Tổng thời lượng:                                                       | Tổng thời lượng:                                                       | 34:43                                                                  |

## Xếp hạng
| Bảng xếp hạng (2021)                             | Vị trí cao nhất |
| ------------------------------------------------ | --------------- |
| Album Úc (ARIA)                                  | 11              |
| Album Úc Jazz & Blues (ARIA)                     | 1               |
| Album Áo (Ö3 Austria)                            | 4               |
| Album Bỉ (Ultratop Vlaanderen)                   | 11              |
| Album Bỉ (Ultratop Wallonie)                     | 5               |
| Album Canada (Billboard)                         | 33              |
| Album Croatia Quốc tế (HDU)                      | 3               |
| Album Cộng hòa Séc (ČNS IFPI)                    | 28              |
| Album Hà Lan (Album Top 100)                     | 10              |
| Album Pháp (SNEP)                                | 6               |
| Album Pháp Jazz (SNEP)                           | 1               |
| Album Đức (Offizielle Top 100)                   | 5               |
| Album Hy Lạp (IFPI)                              | 32              |
| Album Hungaria (MAHASZ)                          | 34              |
| Album Ireland (OCC)                              | 24              |
| Album Ý (FIMI)                                   | 8               |
| Album Nhật Bản (Billboard Japan)                 | 29              |
| Album Nhật Bản (Oricon)                          | 32              |
| Album Ba Lan (ZPAV)                              | 7               |
| Album Bồ Đào Nha (AFP)                           | 3               |
| Album Scotland (OCC)                             | 5               |
| Album Slovakia (ČNS IFPI)                        | 74              |
| Album Tây Ban Nha (PROMUSICAE)                   | 12              |
| Album Thụy Điển Jazz (Sverigetopplistan)         | 1               |
| Album Thụy Sĩ (Schweizer Hitparade)              | 2               |
| Album Anh Quốc (OCC)                             | 6               |
| Album Anh Quốc Jazz & Blues (OCC)                | 1               |
| Album Hoa Kỳ Billboard 200                       | 8               |
| Album Hoa Kỳ Top Jazz (Billboard)                | 1               |
| Album Hoa Kỳ Traditional Jazz Albums (Billboard) | 1               |
| Album Hoa Kỳ Top Tastemaker (Billboard)          | 2               |

| Bảng xếp hạng (2021)               | Vị trí |
| ---------------------------------- | ------ |
| Album Úc Jazz & Blues (ARIA)       | 5      |
| Album Bồ Đào Nha (AFP)             | 78     |
| Hoa Kỳ Jazz Albums (Billboard)     | 9      |
| Hoa Kỳ Top Album Sales (Billboard) | 81     |
| Bảng xếp hạng (2022)               | Vị trí |
| Hoa Kỳ Jazz Albums (Billboard)     | 8      |
| Hoa Kỳ Top Album Sales (Billboard) | 79     |

## Lịch sử phát hành
| Khu vực | Ngày              | Định dạng                | Phiên bản          | Hãng đĩa               | Ct                   |
| ------- | ----------------- | ------------------------ | ------------------ | ---------------------- | -------------------- |
| Hoa Kỳ  | 30 tháng 9, 2021  | Cassette                 | Tiêu chuẩn         | Columbia Interscope    | [ 45 ]               |
| Nhiều   | 1 tháng 10, 2021  | Box set cassette LP      | Tiêu chuẩn         | Columbia Interscope    | [ 46 ] [ 47 ] [ 48 ] |
| Nhiều   | 1 tháng 10, 2021  | CD tải nhạc số streaming | Tiêu chuẩn cao cấp | Columbia Interscope    | [ 49 ] [ 3 ]         |
| Brazil  | 19 tháng 11, 2021 | CD                       | Tiêu chuẩn         | Universal Music Brasil | [ 50 ]               |